# Allegra Edwards
Allegra Rose Edwards (Denver, 9 settembre 1987) è un'attrice statunitense nota per i ruoli di Cindy McCabe nella serie Briarpatch e di Ingrid Kannerman nella commedia Upload su Amazon Prime Video.

## Biografia
Ha iniziato l'attività di modella all'età di 18 mesi e ha continuato per tutta la sua infanzia. Ha studia teatro alla Pepperdine University di Malibù e dopo essersi laureata nel 2010, si è trasferita a San Francisco per entrare nel programma triennale di Master of Fine Arts dell'American Conservatory Theatre.
Nel 2019 interpreta Cindy McCabe nella serie Briarpatch e successivamente il ruolo di Ingrid Kannerman nella commedia Upload su Amazon Prime Video.

## Vita privata
Allegra Edwards vive a New York ed è sposata con l'attore Clayton Snyder.

## Filmografia

### Televisione
- Modern Family – serie TV (2016)
- New Girl – serie TV (2016)
- Orange Is the New Black – serie TV (2017)
- Briarpatch - serie TV (2020)
- Upload - serie TV (2020- in corso)